# Alojz Benac
Alojz Benac (Plehan, Derventa, 1914. október 20. – Szarajevó, 1992. március 6.), bosznia-hercegovinai régész, történész, akadémikus, egyetemi tanár.

## Élete
A Derventa melletti Plehanban született 1914. október 20-án. Gimnáziumba Vinkovciban, Derventán, Visokon és Zágrábban járt. A Belgrádi Egyetemen klasszika-filológia és régészet szakon tanult és szerzett diplomát 1937-ben. 1951-ben a Ljubljanai Egyetem Filozófiai Karon védte meg doktori fokozatát „Prehistorijsko naselje Nebo i problem butmirske Kulture” (Nebo őskori település és a butmiri kultúra problémája) címmel. Ezt követően 1939/1940-ben a vranjei, 1940-1943-ban a mostari gimnázium tanára volt.
1943-tól 1945-ig részt vett a nemzeti felszabadító háborúban. A háború után a Bosznia-Hercegovinai Népköztársaság Oktatási Minisztériumában dolgozott Szarajevóban, majd 1947-ben a Bosznia-Hercegovinai Nemzeti Múzeumba került, ahol először kurátor és az Őstörténeti Osztály vezetője, majd a Régészeti Osztály vezetője volt. 1964-től a Szarajevói Egyetem Filozófiai Karán kezdett régészetet tanítani, majd 1968-tól 1978-ig rendes tanárként tanított régészetet és ókortörténetet. Közben 1962 és 1965 között vendégprofesszorként a Zárai Egyetem Filozófiai Karán tanított őstörténeti régészetet, 1965-ben pedig a Münsteri Egyetemen tanította a balkáni őstörténet tantárgyat.
Tudományos és oktatói tevékenysége mellett számos felelős tisztséget töltött be tudományos és szakmai testületekben, valamint társadalmi-politikai szervezetekben, amelyekben sokrétű és eredményes tevékenységet fejtett ki. A Jugoszláv Régészek Koordinációs Bizottságának első elnöke, 1953/1954-ben a Jugoszláv Régészeti Társaság elnöke, 1955/1956-ban a Bosznia-Hercegovinai Múzeumi Társaság elnöke, 1977-től a Jugoszláviai Balkán-kutatások Nemzeti Bizottságának elnöke, 1956-tól állandó tagja a Conseil permanent de l’Union internationale des sciences préhistoriques et protohistoriques (Az Őstörténeti és Történelem előtti Tudományok Nemzetközi Szövetségének Állandó Tanácsa) tanácsának, tagja volt számos köztársasági és szövetségi tudományos és kulturális tanácsnak és bizottságnak, néhány akadémiai közti bizottságnak és külföldi tudományos intézménynek (az Olasz Őstörténeti és Őstörténeti Társaságnak Firenzében, a Német Régészeti Társaságnak Berlinben és Frankfurt am Mainban).
1961-ben a Bosznia-Hercegovinai Tudományos Társaság levelező tagjává, 1967-ben pedig a Bosznia-Hercegovinai Tudományos Akadémia rendes tagjává választották. Az Akadémián 1969-től 1972-ig a Társadalomtudományi Osztály titkára, 1972-től 1977-ig főtitkára, 1977-től az Akadémia elnöke. 1972-től a Szerb Tudományos és Művészeti Akadémia (SANU), 1975-től a Jugoszláv Tudományos és Művészeti Akadémia (JAZU), 1977-től a Szlovén Tudományos és Művészeti Akadémia (SAZU) levelező tagja volt. 1977/1978-ban a Jugoszláv Szövetségi Köztársaság Tudományos és Művészeti Akadémiái Tanácsának elnöke volt. 1982-től az Enciklopedija Jugoslavija bosznia-hercegovinai részének főszerkesztője volt. Munkásságáért számos hazai és külföldi kitüntetésben részesült. Megkapta a Nép Szolgálatáért Érdemrend Aranycsillagát (1970), Jugoszlávia Népi Felszabadításának Antifasiszta Tanácsa díját (1976), Aranykoszorús Köztársasági Érdemrendet (1977), az Al merito della Republica Italianát (1979) stb. 1992-ben halt meg Szarajevóban.

## Tudományos munkássága
A Nemzeti Múzeumba érkezve Benac számos sikeres régészként és a bosznia-hercegovinai és jugoszláviai régészeti kutatások szervezőjeként kezdte meg tevékenységét. Kutatásait először a Nyugat-Balkán és főleg Bosznia-Hercegovina neolitikumának (újkőkorszak) és eneolitikumának (kőrézkor) problémáira, majd az illírek bronz- és vaskori etnogenezisének és kultúrájának kérdéseire, valamint a Balkánra vándorló indoeurópaiak problémájára összpontosította. Számos fontos régészeti lelőhelyet tárt fel a neolitikumból és az eneolitikumból (Hrustovača a Sana völgyében, a Travnik melletti Nebo, Kakanj, a Koraj melletti Varoš, az Odžak melletti Pivnica, a Kakanj melletti Obre, a Mostar melletti Zelena-barlang, a montenegrói Crvena Stijena, a Prijedor melletti Zecovi stb.) valamint néhány egyéb lelőhelyet is későbbi időkből (a Duvanjsko és Livanjsko mezőkön található dalmát erődök stb.), melyek jelentősen hozzájárultak a történelem előtti idők feltárásához Bosznia-Hercegovinában. E kutatások eredményei alapján szintetikus munkák és monográfiák sorozatát írta meg, amelyekben számos neolitikus és eneolitikus kultúra eredetének és fejlődésének fontos kérdéseit oldotta meg, különösen Butmir, Kakanj, Vučedol, Lisičić, valamint mint a bronz- és vaskori illír kultúra kronológiája. Boszniában, különösen Glasinac környékén.
A régészeti kutatásainak eredményei, valamint a Nyugat-Balkán őstörténetének különböző problémáival foglalkozó munkái számos hazai és külföldi folyóiratban és több monográfiában, valamint többnyire a Nemzeti Múzeum Közlönyében, és az Archaeologia Iugoslavica folyóiratban jelentek meg. Különös gonddal írt a bosznia-hercegovinai történelem előtti ember lelki (vallás, művészet) és gazdasági (lakás, táplálkozás stb.) életéről. Az őstörténet mellett fontosak a középkori sírkövekkel (az ún. stećak sírkövekkel) kapcsolatos kutatásai is, amelyekről külön monográfiasorozat kiadását kezdeményezte. Ebben a sorozatban ő maga írta Olovo, Široki Brijeg és Radimlja környéki nekropoliszokat tárgyaló monográfiákat. 1963-ban a Bosznia-Hercegovinai Tudományos Társaságon belül (1966-tól a Bosznia-Hercegovinai Tudományos Akadémia keretein belül) megalapította a Balkán Tanulmányok Központját. A Központ vezetőjeként tematikus szimpózium-sorozatot szervezett a paleo-balkáni tanulmányokról, kezdeményezte Jugoszlávia őstörténetéről szóló átfogó szintézis kiadását, szisztematikus kutatást irányított, és fontos publikációt indított el számos, eddig kevéssé tanulmányozott területre.

## Fő művei
- Radimlja, Sarajevo 1950.
- Olovo, Beograd 1951.
- Prehistorijsko naselje Nebo i problem butmirske kulture, Ljubljana 1952. Široki Brijeg, Sarajevo 1952.
- Neki etnički problemi prehistoriskih stanovnika Bosne i Hercegovine, Glasnik Zemaljskog muzeja BiH, Sarajevo 1953.
- Sarajevo od najstarijih vremena do danas, 1 (társszerző: Ljubica Mladenović), Sarajevo 1954.
- Kulturna istorija Bosne i Hercegovine (társszerzők: D. Sergejevski és Đ. Mazalić), Sarajevo 1955.
- Neolitsko naselje u Lisičićima kod Konjica, Glasnik Zemaljskog muzeja BiH, Sarajevo 1955.
- Glasinac, 1, 2 (társszerző: B. Čović), Sarajevo 1956, 1957.
- Neolitski telovi u sjeveroistočnoj Bosni i neki problemi bosanskog neolita, Glasnik Zemaljskog muzeja BiH, Sarajevo 1961.
- Studije o kamenom i bakarnom dobu u sjeverozapadnom Balkanu, Sarajevo 1964. (német nyelven: Studien zur Stein- und Kupferzeit im nordwestlichen Balkan. Bericht der Römisch-Germanischen Kommission, Berlin, 1961.)
- Stariji prahistorijski periodi (a „Kulturna istorija Bosne i Hercegovine od najstarijih vremena do početka turske vladavine” részeként), Sarajevo 1966.
- Stećci, Beograd 1967.

- Osnovna obilježja neolitske kulture u Kaknju i Prehistorijska gradina Zecovi kod Prijedora, Glasnik Zemaljska Muzeja BiH 11, 1956.
- Crvena Stijena – stratum I–IV. Glasnik Zemaljska Muzeja BiH 12, 1957.
- Zelena Pećina, Glasnik Zemaljska Muzeja BiH 12, 1957.
- Pivnica kod Odžaka i neki problemi kostolačke kulture, Glasnik Zemaljska Muzeja BiH 17, 1962.
- Obre II., Glasnik Zemaljska Muzeja BiH 26, 1971.
- Obre I., Glasnik Zemaljska Muzeja BiH 27/28, 1972–1973.

## Fordítás
Ez a szócikk részben vagy egészben  az   Alojz Benac című bosnyák Wikipédia-szócikk ezen változatának fordításán alapul.  Az eredeti cikk szerkesztőit annak laptörténete sorolja fel. Ez a jelzés csupán a megfogalmazás eredetét és a szerzői jogokat jelzi, nem szolgál a cikkben szereplő információk forrásmegjelöléseként.